# Maria Lvova-Belova
Maria Aleksejevna Lvova-Belova (Russisch: Мария Алексеевна Львова-Белова) (Penza, 25 oktober 1984) is een Russische politica. Op 27 oktober 2021 werd zij door president Poetin benoemd tot federaal commissaris voor kinderrechten.

## Biografie
Lvova-Belova, geboren en getogen in Penza, studeerde in 2002 af als dirigent aan het Arkhangelsky College voor kunst en cultuur. Van 2000 tot 2005 werkte ze als gitaarlerares op kindermuziekscholen in Penza. Ze was medeoprichter en hoofd van de regionale organisatie waar ze openbare projecten initieerde voor begeleid wonen voor jongeren met een handicap die zonder ouderlijke zorg waren achtergebleven. Van 2011 tot 2014 en van 2017 tot 2019 was ze lid van de burgerkamer van de oblast Penza, deze had een overlap met de burgerkamer van de Russische Federatie. In 2019 werd ze verkozen tot covoorzitter van het regionale hoofdkantoor van het Al-Russisch Volksfront.
In 2019 trad Lvova-Belova toe tot de partij Verenigd Rusland. Op 24 november 2019 werd ze gekozen in het presidium van de Algemene Raad van Verenigd Rusland en werd ze covoorzitter van de werkgroep ter ondersteuning van het maatschappelijk middenveld. Op 21 september 2020 benoemde de herkozen gouverneur van de oblast Penza haar vanuit de uitvoerende macht tot senator in de Federatieraad van Rusland. Na de vervroegde regionale verkiezingen van Penza in 2021 werd ze herbenoemd. Op 27 oktober 2021 benoemde de Russische president Vladimir Poetin senator Maria Lvova-Belova tot federaal commissaris voor kinderrechten.

### Deportatie van Oekraïense kinderen naar Rusland

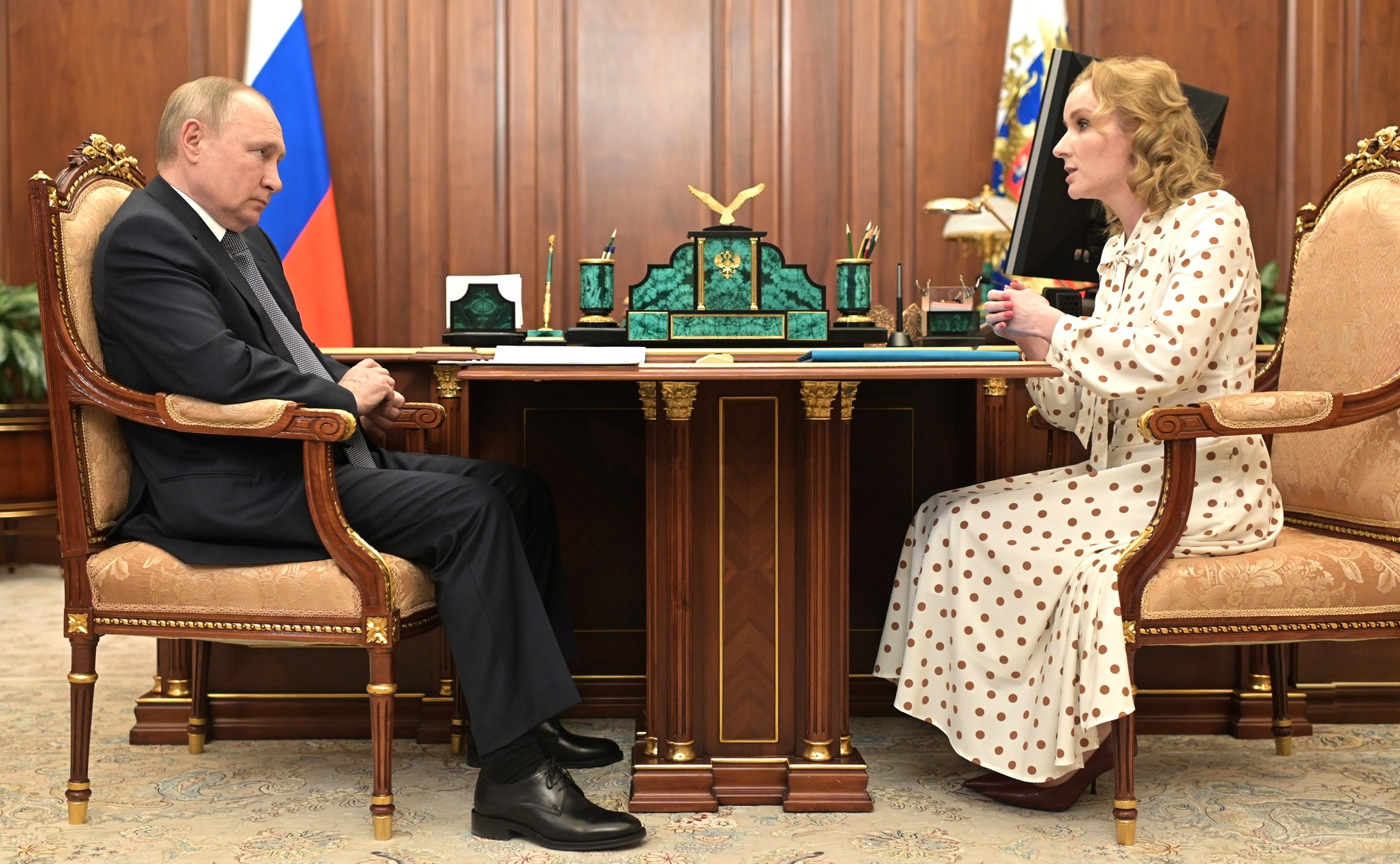
Ontmoeting met Vladimir Poetin, maart 2022

Lvova-Belova werd door Oekraïense en Britse functionarissen beschuldigd van het toezicht houden op deportatie en adoptie van kinderen uit door Rusland bezette gebieden in Oekraïne tijdens de Russische invasie van Oekraïne in 2022. Op 17 maart 2023 is door het Internationaal Strafhof een arrestatiebevel tegen Lvova-Belova uitgevaardigd. Het ICC beweert dat Lvova-Belova verantwoordelijk is voor de deportatie van kinderen uit door Rusland bezette gebieden in Oekraïne naar Rusland tijdens de invasie. 
Een soortgelijk arrestatiebevel werd uitgevaardigd tegen president Poetin. Het gedwongen verplaatsen van kinderen en het weghouden van kinderen bij hun ouders zijn overtredingen onder het internationaal recht. In een reactie op beschuldigingen en het internationale arrestatiebevel, liet Lvova-Belova weten het arrestatiebevel juist als een bevestiging voor haar werk te beschouwen, waarmee ze "kinderen in ons land helpt". Ze zei daarom door te gaan met haar werkzaamheden. De geschatte aantallen variëren van 13.000 tot 307.000 gedeporteerde kinderen. De website van het Oekraïense bureau van de procureur-generaal toonde in maart 2023 dat er ruim 800 kinderen waren overleden of verdwenen.
Begin april 2023 ontkende Lvova-Belova met kracht de beschuldigingen van het ICC. Ze zei dat Rusland er alles aan deed om ontheemde kinderen te herenigen met hun familie. Volgens Lvova-Belova zouden er sinds het begin van de invasie vanaf maart 2022, zo’n 730.000 kinderen naar Rusland zijn gekomen, meestal vergezeld van ouders of verzorgers. Ongeveer tweeduizend kinderen zouden afkomstig zijn uit kindertehuizen op Oekraïens grondgebied en op verzoek van de autoriteiten van de zelfverklaarde volksrepubliek Donetsk, met hun begeleiders naar Rusland zijn geëvacueerd. 
Het grootste deel van die groep zou inmiddels zijn teruggekeerd naar Donetsk en Loehansk. Lvova-Belova benadrukte dat er geen sprake zou zijn van ‘adoptie’ maar van voogdij en dat de kinderen onder toezicht bleven van de Russische overheid. Verder liet ze weten dat kinderen de Oekraïense taal mochten blijven spreken en dat weeskinderen op hun 18e mogen kiezen tussen de Russische en de Oekraïense nationaliteit.
Begin april 2023 stemde de Mensenrechtenraad van de Verenigde Naties in met een resolutie die eiste dat Rusland zou stoppen met de deportaties van Oekraïense kinderen en andere burgers naar Rusland of bezette gebieden. In een begin augustus 2023 gepubliceerd jaarverslag van de Commissaris voor de rechten van het kind, Lvova-Belova, stond dat er sinds het begin van de militaire operatie in Oekraïne, er 700.000 Oekraïense kinderen door Rusland waren ‘opgenomen’.

## Sancties
Op 21 juli 2022 werd Lvova-Belova toegevoegd aan de sanctielijst van de Europese Unie omdat zij "verantwoordelijk is voor het actief ondersteunen en uitvoeren van acties en beleid die de territoriale integriteit, soevereiniteit en onafhankelijkheid van Oekraïne ondermijnen en bedreigen, evenals de stabiliteit en veiligheid in Oekraïne".

## Privéleven
Lvova-Belova is sinds 2003 getrouwd en heeft vijf biologische en achttien geadopteerde kinderen.